# Hermann von Lüdinghausen
Hermann von Lüdinghausen (* im 12. Jahrhundert; † im 13. Jahrhundert) war Domdechant und Domherr in Münster.

## Leben
Hermann von Lüdinghausen entstammte der Ministerialenfamilie Wolf von Lüdinghausen. Seine genaue Herkunft ist nicht überliefert. Er findet im Jahre 1183 als Domherr zu Münster urkundliche Erwähnung.
1199 war er Propst von St. Martini in Münster. Als Domdechant wird er erstmals 1207 genannt. In dieser Position war er der Leiter des Domkapitels nach innen, während dem Dompropst die Vertretung des Kapitels nach außen oblag.
Hermann erhielt vom Papst Honorius III. im Jahre 1218 den Auftrag, in Zusammenarbeit mit anderen Dignitäten die Klage des Bischofs von Utrecht zu untersuchen. Zwei Jahre später untersuchte er für den Papst die Synodalrechte des Domkapitels Hamburg.